# If....
Pour les articles homonymes, voir If.
Pour plus de détails, voir Fiche technique et Distribution.
If.... est un film britannique réalisé par Lindsay Anderson, sorti à Londres fin 1968, et en France en 1969, après avoir obtenu la Palme d'Or à Cannes. Il est le premier d'une trilogie ayant pour protagoniste Michael Travis, interprété par Malcolm McDowell, et qui se compose de : If...., Le Meilleur des mondes possible et Britannia Hospital. 

## Synopsis
Dans une public school britannique des élèves se rebellent contre les traditions surannées, l'omniprésence de la religion et du militarisme, ainsi que contre les brimades des pions (les whips - fouets). L'ouverture, illustrée par le Sanctus de la Missa Luba (qui revient à plusieurs reprises), décrit la rentrée traditionnelle, l'arrivée des nouveaux (appelés par les anciens scum, - écume, rebut, déchet), les premières brimades, et le retour des membres de la bande de Michael Travis, les rebelles. Le film montre la vilénie des enseignants, la frustration de l'épouse du directeur, l'emprise de l'armée et de l'église anglicane, la hiérarchie bornée parmi les élèves eux-mêmes, chacun étant le souffre-douleur d'un plus âgé. Il s'achève par une manœuvre militaire dans l'école, qui dégénère en une scène de guerre allégorique où le directeur est tué d'une balle dans le front.
Grandes scènes : la bastonnade infligée aux rebelles par les whips - la chevauchée de Mike et de la fille à moto dans la campagne anglaise - le jeu feuille/pierre/ciseau - l'admiration amoureuse de Bobby Philips pour Wallace aux barres asymétriques - l'arrivée du professeur de grec à vélo dans la classe - la cérémonie de fin d'année et l'affrontement final.

## Fiche technique
- Titre original : If....
- Réalisation : Lindsay Anderson
- Scénario : David Sherwin et John Howlett
- Images : Miroslav Ondrícek
- Musique : Marc Wilkinson
  - If.... utilise des extraits de Missa Luba, messe congolaise chantée par un chœur d'enfants.
- Production : Lindsay Anderson, Roy Baird  et Michael Medwin
- Pays d'origine : Grande-Bretagne
- Langue originale : anglais, latin
- Format : noir et blanc / couleur – 35 mm – 1,75:1 – mono
- Genre : Drame
- Durée : 111 minutes
- Dates de sortie : 
  -  Royaume-Uni : 19 décembre 1968
  -  États-Unis : 9 mars 1969 (New York)
  -  France : 21 mai 1969 : (festival de Cannes 1969)

## Distribution
- Malcolm McDowell (VF : Dominique Collignon-Maurin) : Mick Travis
- David Wood (VF : Philippe Ogouz) : Johnny
- Richard Warwick (VF : Pierre Pernet) : Wallace
- Christine Noonan (VF : Laure Santana) : la fille
- Rupert Webster : Bobby Phillips
- Robert Swann (VF : Philippe Mareuil) : Rowntree
- Hugh Thomas (VF : Serge Lhorca) : Denson
- Michael Cadman : Fortinbras
- Peter Sproule : Barnes
- Peter Jeffrey (VF : Jacques Ciron) : le principal
- Mona Washbourne

## Récompense
- Palme d'or du Festival de Cannes (1969)

## Autour du film
- La fin du film (les élèves montent sur le toit de l'établissement et ouvrent le feu sur enseignants, militaires et élèves) est un hommage au film de Jean Vigo Zéro de conduite.
- C'est en voyant If.... que Stanley Kubrick découvrit l'acteur Malcolm McDowell à qui il allait confier le rôle principal pour son film de science-fiction Orange mécanique sorti en 1971, qui est d'ailleurs émaillé de quelques références cinématographiques à If.....
- Un des assistants réalisateurs du film était Stephen Frears.

## Analyse
Film mélangeant images en noir et blanc et couleurs, imprégné de l'esprit  « hippie » de l'époque. En plus de remettre en cause le système éducatif britannique, Anderson y traite de l'éveil de l'homosexualité chez le jeune adolescent, des rapports sado-masochistes, et n'épargne ni la religion ni l'armée.[réf. nécessaire]